# Fuzzball (théorie des cordes)
Pour les articles homonymes, voir Fuzzball.

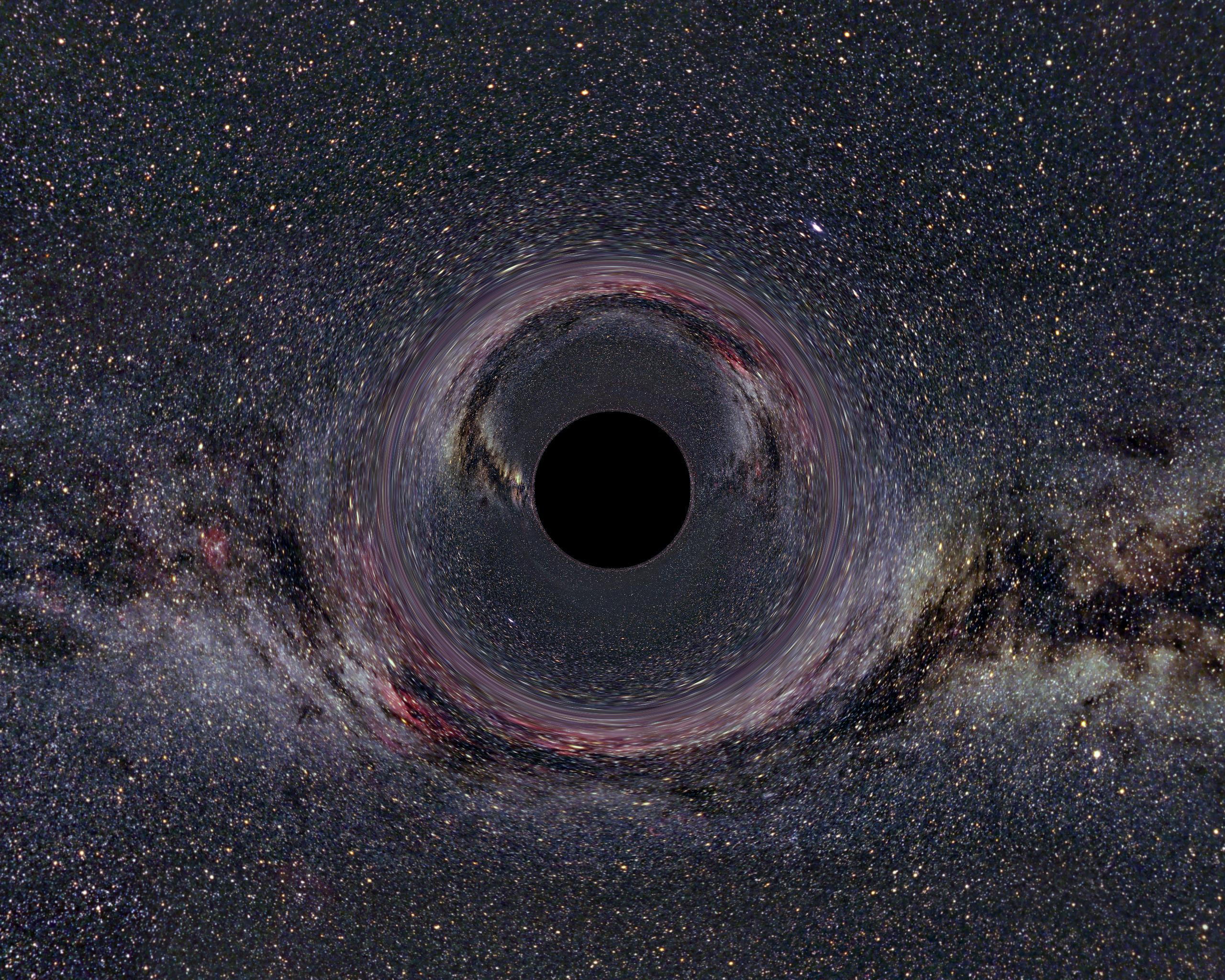
Selon la théorie, les fuzzballs, tout comme les trous noirs classiques, déforment l'espace-temps et courbent la lumière. Ici, le bord de la tache noire centrale, l'horizon des événements, correspond non seulement à la surface où sa vitesse de libération est égale à la vitesse de la lumière mais aussi la surface physique de la fuzzball. (Vue d'artiste.)

En physique théorique, une fuzzball (mot anglais qui peut se traduire par « pelote ») est une description théorique des trous noirs proposée, dans le cadre de la théorie des supercordes, notamment par Samir Mathur, du département de physique de l'université d'État de l'Ohio, qui l'a introduite en 2002,.
Cette théorie résout deux problèmes majeurs que les trous noirs de la physique classique posent à la physique actuelle :
1. le paradoxe de l'information, dans lequel toute l'information quantique contenue dans la matière et l'énergie tombant dans un trou noir disparaît dans une singularité ; c'est-à-dire que le trou noir ne subit aucun changement physique, quelle que soit la nature de ce qui tombe dedans ;
2. la singularité au cœur du trou noir, où, dans la théorie classique du trou noir, la courbure de l'espace-temps diverge vers l'infini à cause d'un champ gravitationnel dont l'intensité, censée provenir d'un espace de volume nul, diverge elle-même vers l'infini. La physique moderne fait face à une impasse lorsque ces paramètres deviennent infinis et nuls